# Quận Hubbard, Minnesota
Quận Hubbard là một quận thuộc tiểu bang Minnesota, Hoa Kỳ.
Quận này được đặt tên theo Lucius Frederick Hubbard, thống đốc Minnesota từ năm 1882 đến 1887. Theo điều tra dân số của Cục điều tra dân số Hoa Kỳ năm 2000, quận có dân số 18.376 người. Quận lỵ đóng ở Park Rapids6.

## Địa lý
Theo Cục điều tra dân số Hoa Kỳ, quận có diện tích 2588 km2, trong đó có 199 km2 là diện tích mặt nước.

### Các xa lộ chính
| - U.S. Highway 2 - U.S. Highway 71 - Minnesota State Highway 34 - Minnesota State Highway 64 | - Minnesota State Highway 87 - Minnesota State Highway 113 - Minnesota State Highway 200 - Minnesota State Highway 226 |

### Quận giáp ranh
- Quận Beltrami (bắc)
- Quận Cass (đông)
- Quận Wadena (nam)
- Quận Becker (tây nam)
- Quận Clearwater (tây bắc)

## Thông tin nhân khẩu
Theo điều tra dân số [2] năm 2000, đã có 18.376 người, 7.435 hộ gia đình, và 5.345 gia đình sống trong quận hạt. Mật độ dân số là 20 người trên một dặm vuông (8/km ²). Có 12.229 đơn vị nhà ở với mật độ trung bình 13 trên một dặm vuông (5/km ²). Cơ cấu chủng tộc của quận đã được 96,31% người da trắng, 0,17% da đen hay Mỹ gốc Phi, 2,13% người Mỹ bản xứ, 0,27% châu Á, Thái Bình Dương 0,01%, 0,22% từ các chủng tộc khác, và 0,89% từ hai hoặc nhiều chủng tộc. 0,67% dân số là người Hispanic hay Latino thuộc một chủng tộc nào. 35,0% là gốc Đức, Na Uy 20,5%, 6,0% gốc Anh và 5,8% gốc Thụy Điển theo điều tra dân số năm 2000.
Có 7.435 hộ, trong đó 29,30% có trẻ em dưới 18 tuổi sống chung với họ, 61,10% là đôi vợ chồng sống với nhau, 7,10% có một chủ hộ nữ và không có chồng, và 28,10% là các gia đình không. 24,20% hộ gia đình đã được tạo ra từ các cá nhân và 11,30% có người sống một mình 65 tuổi hoặc lớn tuổi hơn là người. Cỡ hộ trung bình là 2,45 và cỡ gia đình trung bình là 2,88.

Tháp tuổi của cư dân quận hạt dựa trên điều tra dân số Hoa Kỳ 2000

Cơ cấu độ tuổi dân cư quận được trải ra với 24,60% dưới độ tuổi 18,% 6,40 18-24,% 24,10 25-44,% 26,90 45-64, và 18,00% từ 65 tuổi trở lên người. Độ tuổi trung bình là 42 năm. Đối với mỗi 100 nữ có 99,90 nam giới. Đối với mỗi 100 nữ 18 tuổi trở lên, đã có 98,00 nam giới.
Thu nhập trung bình cho một hộ gia đình trong quận đạt 35.321 USD, và thu nhập trung bình cho một gia đình là 41.177 USD. Phái nam có thu nhập trung bình 30.030 USD so với 21.616 USD của phái nữ. Thu nhập bình quân đầu người là 18.115 USD. Có 9,70% dân số và 7,50% của các gia đình sống dưới mức nghèo khổ. 12,50% những người dưới độ tuổi 18 và 9,30% của những người 65 tuổi trở lên đang sống dưới mức nghèo khổ.